# Emporis Skyscraper Award
El Emporis Skyscraper Award es un premio de arquitectura concedido a aquellos rascacielos que destacan por su diseño y funcionalidad. Es otorgado anualmente por la base de datos y sitio web Emporis al «mejor rascacielos nuevo por diseño y funcionalidad» tras la deliberación de un jurado de expertos. Para premiarse, los edificios nominados tienen que haber sido completados durante ese año y tener más de 100 metros de altura. El premio de cada año se anuncia el enero del año siguiente y se otorga usualmente en verano o primavera. Hasta el año 2000, el premio se llamaba Premio Skyscrapers.com.

## Ganadores del Premio de Rascacielos Emporis
| Año  | 1.º                      | 1.º      | 1.º             | 2.º              | 2.º                                        | 2.º              | 3.º                               | 3.º                          | 3.º        |
| Año  | Edificio                 | Edificio | Ciudad          | Edificio         | Edificio                                   | Ciudad           | Edificio                          | Edificio                     | Ciudad     |
| ---- | ------------------------ | -------- | --------------- | ---------------- | ------------------------------------------ | ---------------- | --------------------------------- | ---------------------------- | ---------- |
| 2000 | Sofitel New York Hotel   |          | Nueva York      | –                | –                                          | –                | –                                 | –                            | –          |
| 2001 | One Wall Centre          |          | Vancouver       | Millennium Point |                                            | Nueva York       | Plaza 66                          |                              | Shanghái   |
| 2002 | Kingdom Centre           |          | Riad            | Post Tower       |                                            | Bonn             | 111 Huntington Avenue             |                              | Boston     |
| 2003 | 30 St Mary Axe           |          | Londres         | Highcliff        |                                            | Hong Kong        | Skybridge                         |                              | Chicago    |
| 2004 | Taipei 101               |          | Taipéi          | Torre Agbar      |                                            | Barcelona        | World Tower                       |                              | Sídney     |
| 2005 | Turning Torso            |          | Malmö           | Q1               |                                            | Gold Coast       | Montevideo                        |                              | Róterdam   |
| 2006 | Hearst Tower             |          | Nueva York      | The Wave         |                                            | Gold Coast       | Eureka Tower                      |                              | Melbourne  |
| 2007 | Het Strijkijzer          |          | La Haya         | Newton Suites    |                                            | Singapur         | Ontario Tower                     |                              | Londres    |
| 2008 | Mode Gakuen Cocoon Tower |          | Tokio           | Boutique Monaco  | –                                          | Seúl             | Shanghai World Financial Center   |                              | Shanghái   |
| 2009 | Aqua                     |          | Chicago         | O-14             | –                                          | Dubái            | The Met                           |                              | Bangkok    |
| 2010 | Hotel Porta Fira         |          | Barcelona       | Burj Khalifa     |                                            | Dubái            | Tour CMA CGM                      |                              | Marsella   |
| 2011 | 8 Spruce Street          |          | Nueva York      | Al Hamra Tower   |                                            | Kuwait           | Etihad Towers                     | Archivo:Le Etihad Towers.jpg | Abu Dhabi  |
| 2012 | Absolute World           |          | Mississauga     | Al Bahr Towers   |                                            | Abu Dhabi        | Burj Catar                        |                              | Doha       |
| 2013 | The Shard                |          | Londres         | DC Tower 1       |                                            | Viena            | Sheraton Huzhou Hot Spring Resort |                              | Huzhou     |
| 2014 | Wangjing SOHO            |          | Pekín           | Bosco Verticale  | Archivo:Bosco Verticale Milano.jpg         | Milán            | Tour D2                           |                              | Courbevoie |
| 2015 | Torre de Shanghái        |          | Shanghái        | Evolution Tower  |                                            | Moscú            | Torre Allianz                     |                              | Milán      |
| 2016 | VIA 57 West              |          | Nueva York      | Torre Reforma    |                                            | Ciudad de México | Oasia Hotel Downtown              |                              | Singapur   |
| 2017 | Lotte World Tower        |          | Seúl            | Torre Generali   |                                            | Milán            | 150 North Riverside               |                              | Chicago    |
| 2018 | MGM Cotai                |          | Macao           | La Marseillaise  | Archivo:Tour la Marseillaise Marseille.png | Marsella         | 52 Lime Street                    |                              | Londres    |
| 2019 | Lakhta Center            |          | San Petersburgo | Leeza SOHO       |                                            | Pekín            | 35 Hudson Yards                   |                              | Nueva York |